# Carole Vergne
Carole Vergne (Saint-Malo, 7 de agosto de 1985) es una deportista francesa que compitió en esgrima, especialista en la modalidad de sable.
Ganó cuatro medallas en el Campeonato Mundial de Esgrima entre los años 2007 y 2010, y dos medallas en el Campeonato Europeo de Esgrima, oro en 2007 y bronce en 2008.
Participó en los Juegos Olímpicos de Pekín 2008, ocupando el cuarto lugar en la prueba por equipos y el 24.º en la individual.

## Palmarés internacional
| Campeonato Mundial | Campeonato Mundial      | Campeonato Mundial | Campeonato Mundial |
| Año                | Lugar                   | Medalla            | Prueba             |
| ------------------ | ----------------------- | ------------------ | ------------------ |
| 2007               | San Petersburgo (Rusia) | Medalla de oro     | Sable por equipos  |
| 2009               | Antalya (Turquía)       | Medalla de plata   | Sable por equipos  |
| 2009               | Antalya (Turquía)       | Medalla de bronce  | Sable individual   |
| 2010               | París (Francia)         | Medalla de bronce  | Sable por equipos  |
| Campeonato Europeo |                         |                    |                    |
| Año                | Lugar                   | Medalla            | Prueba             |
| 2007               | Gante (Bélgica)         | Medalla de oro     | Sable por equipos  |
| 2008               | Kiev (Ucrania)          | Medalla de bronce  | Sable por equipos  |